# Sighnaghi

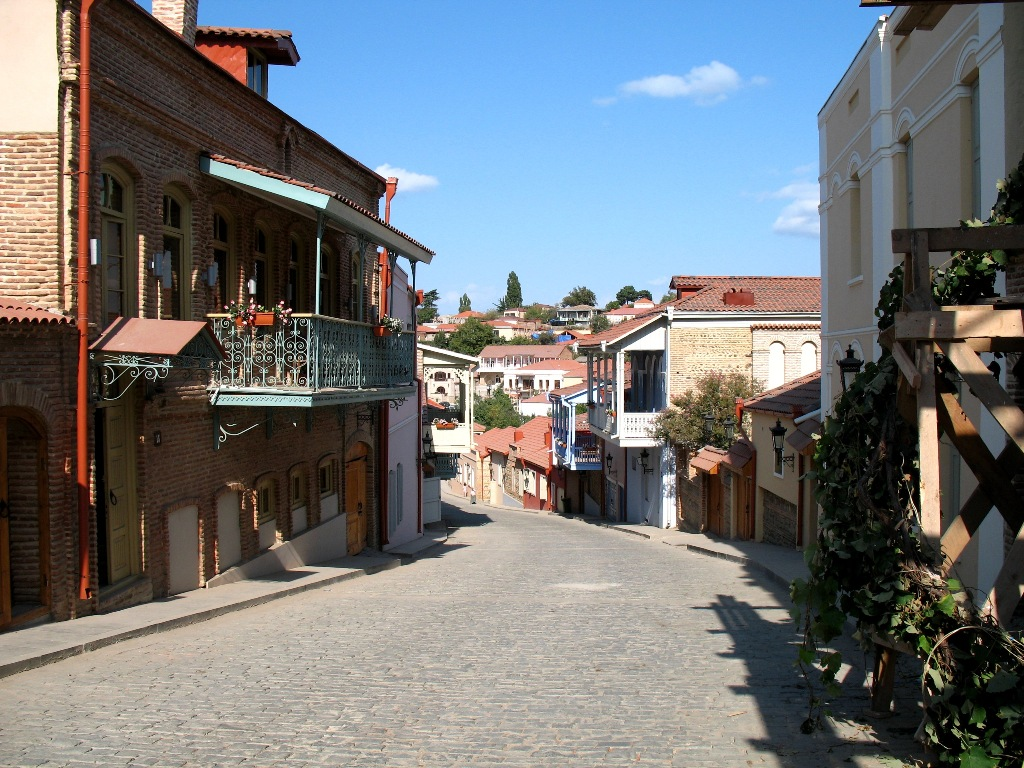
Centrala Sighnaghi.

Sighnaghi (georgiska: სიღნაღი) är en stad i den östgeorgiska regionen Kachetien. Staden är även huvudort för distriktet med samma namn. Staden är en av Georgiens minsta, med 1 485 invånare enligt en beräkning från år 2014.